# Le Smoking

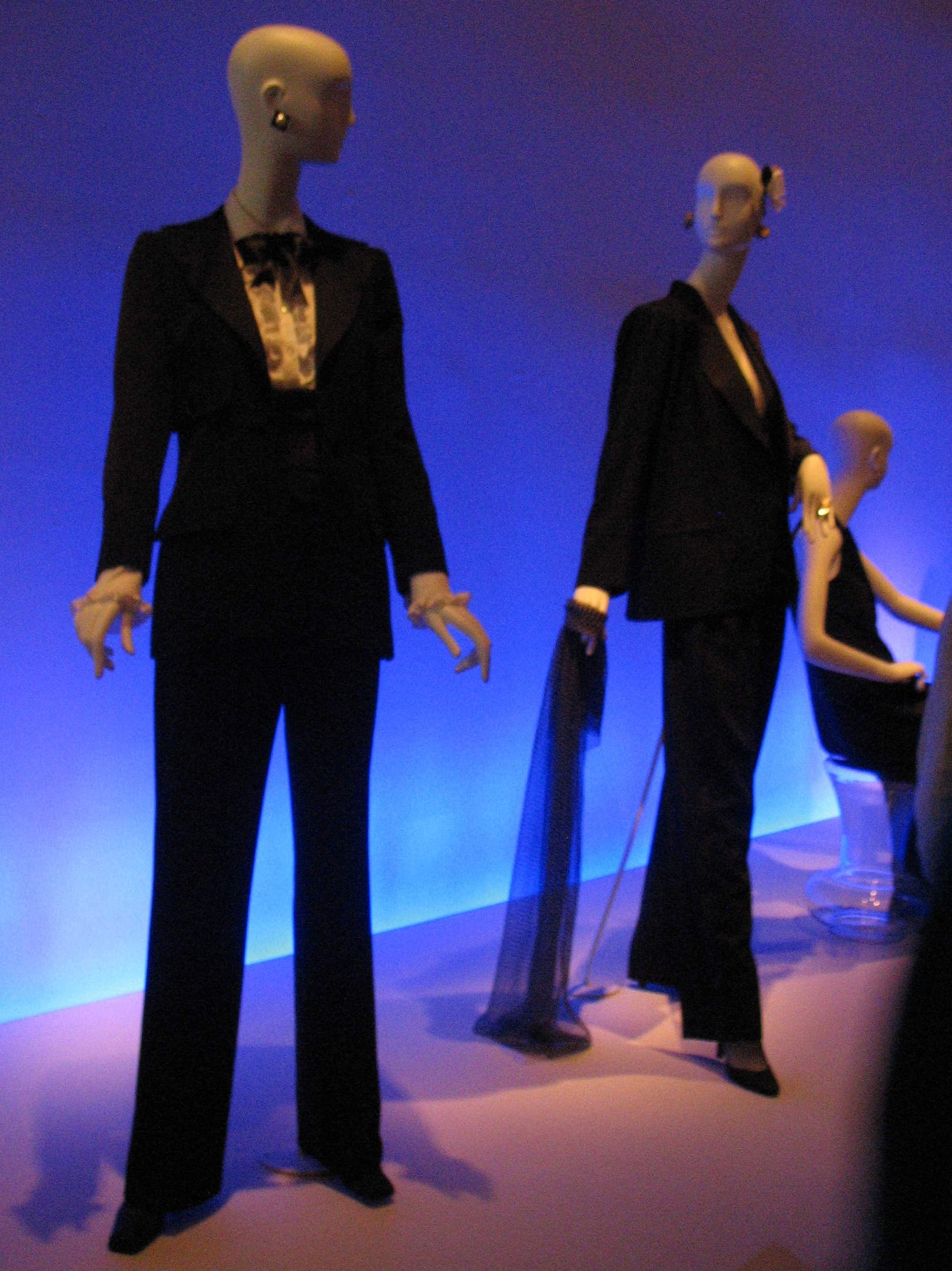

Creat în 1966 de către celebrul couturier Yves Saint-Laurent, fracul pentru femei Le Smoking a fost primul de acest gen care a câștigat atenția, în lumea modei și în cultura populară. Este materializarea unui stil feminin minimalist, lung și androgin. Fotografia de modă a fost influențată foarte mult de către ecourile acestui costum, femei modele cu aspect androgin fiind fotografiate având părul negru dat pe spate și fiind îmbrăcate în costume cu trei piese, stil care a fost pentru prima dată popularizat în fotografie de către Helmut Newton.Yves Saint-Laurent - a fost văzut de mulți ca designer-ul care l-a împuternicit pe femei, oferindu-le posibilitatea de a purta haine care în mod normal, erau purtate de bărbați cu influență și putere.
Acest costum a continuat să influențeze designeri de modă prin intermediul colecțiilor din anii 2000.